# 麒麟座α流星雨
麒麟座α流星雨或11月的麒麟座流星雨是一個國際縮寫為AMO的流星雨：不要與另一個國際縮寫為MON的麒麟座流星雨混淆了。這個流星雨出現在每年的11月15日至25日，高峰期出現在21或22日。流星的速度約為 65公里/秒，通常的ZHR非常低，但在某些場合中，它原本是顯著的流星雨，而它的特點是持續時間不少於半小時：這種類型的流星雨，稱為爆發型，在1925、1935、1985和1995都曾發生。在1995年的爆發已經可以確認 輻射點和峰期的太陽黃經，在不到一小時的簡短與有效的爆發時間內，輻射點被確認是麒麟座α星。但母天體，可能是彗星，仍然未能確認。

## 外部連結
- IAUC 6265: alpha MONOCEROTID METEORS 1995（页面存档备份，存于）
- Alfa Monocerotids 1995: Meteor Storm over Calar Alto!（页面存档备份，存于）
- Meteor Outbursts from long-period comet dust trails（页面存档备份，存于）
- PECULIAR FEATURES OF a MONOCEROTID TV SPECTRA.（页面存档备份，存于）
- On the dynamics of meteoroid streams（页面存档备份，存于）